# 15028 Soushiyou
15028 Soushiyou eller 1998 UL23 är en asteroid i huvudbältet som upptäcktes den 26 oktober 1998 av den japanske amatörastronomen Tomimaru Okuni vid Nanyō-observatoriet. Den är uppkallad efter Soushiyoukouen parken i Japan.
Asteroiden har en diameter på ungefär 5 kilometer och den tillhör asteroidgruppen Nysa.